# 紀ノ川大橋
紀ノ川大橋（きのかわおおはし）は、和歌山県和歌山市内を流れる紀の川（紀ノ川）に架かる和歌山県道752号和歌山阪南線の橋である。

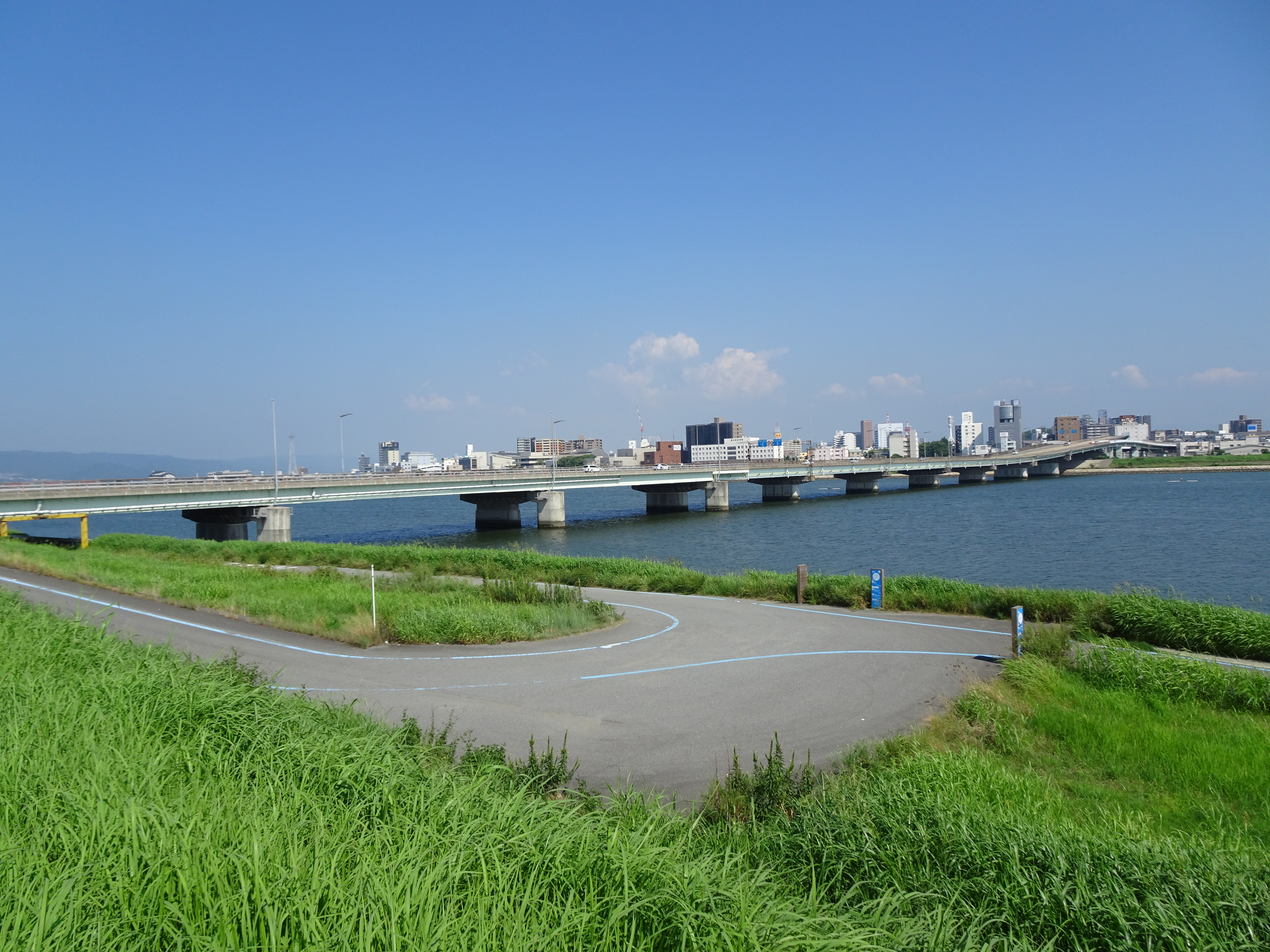
紀ノ川大橋

同市内には他に県道148号の「紀の川河口大橋」、国道26号和歌山北バイパスの「紀の国大橋」、国道24号の「紀州大橋」などの似たような名称の橋が存在するため、混同されやすい。

## 概要
- 開通年：1967年（昭和42年）- 開通当時は国道26号バイパスにかかる橋であった[1]。2017年4月1日に和歌山県道752号和歌山阪南線へ移管。
- 全長：748.1m
- 道路有効幅：13.5m （全幅：16.0m）

## 接続路線
右岸
- 和歌山県道148号和歌山港北島線

左岸
- 和歌山県道15号新和歌浦梅原線

## 所在地
- 和歌山県和歌山市